# Magazine (gruppo musicale)
Magazine è un gruppo musicale post-punk inglese formatosi a Manchester nel 1977 e attivo fino al 1981, prima della reunion avvenuta nel 2009. Il singolo di debutto del gruppo è la hit Shot by Both Sides, mentre l'album d'esordio è Real Life.
Nel 2004 il chitarrista e fondatore John McGeoch è deceduto.
Nel 2009 la band si è riunita e nel 2011 ha pubblicato un disco di materiale inedito intitolato No Thyself.

## Formazione

### Formazione attuale
- Howard Devoto - voce (1977-1981, 2009-presente)
- Noko - chitarra (2009-presente)
- Jon "Stan" White - basso (2011-presente)
- Dave Formula - tastiere (1978-1981, 2009-presente)
- John Doyle - batteria (1978-1981, 2009-presente)

### Membri saltuari
- Barry Adamson - basso (1977-1981, 2009-presente)

### Ex componenti
- John McGeoch - chitarra (1977-1980)
- Martin Jackson - batteria (1977-1978)
- Bob Dickinson - tastiere (1977)
- Robin Simon - chitarra (1980)
- Ben Mandelson - chitarra (1981)

## Discografia
Album in studio
- 1978 – Real Life
- 1979 – Secondhand Daylight
- 1980 – The Correct Use of Soap
- 1981 – Magic, Murder and the Weather
- 2011 – No Thyself

Live
- 1980 – Play

Raccolte
- 1982 – After the Fact